# Francesco Donato

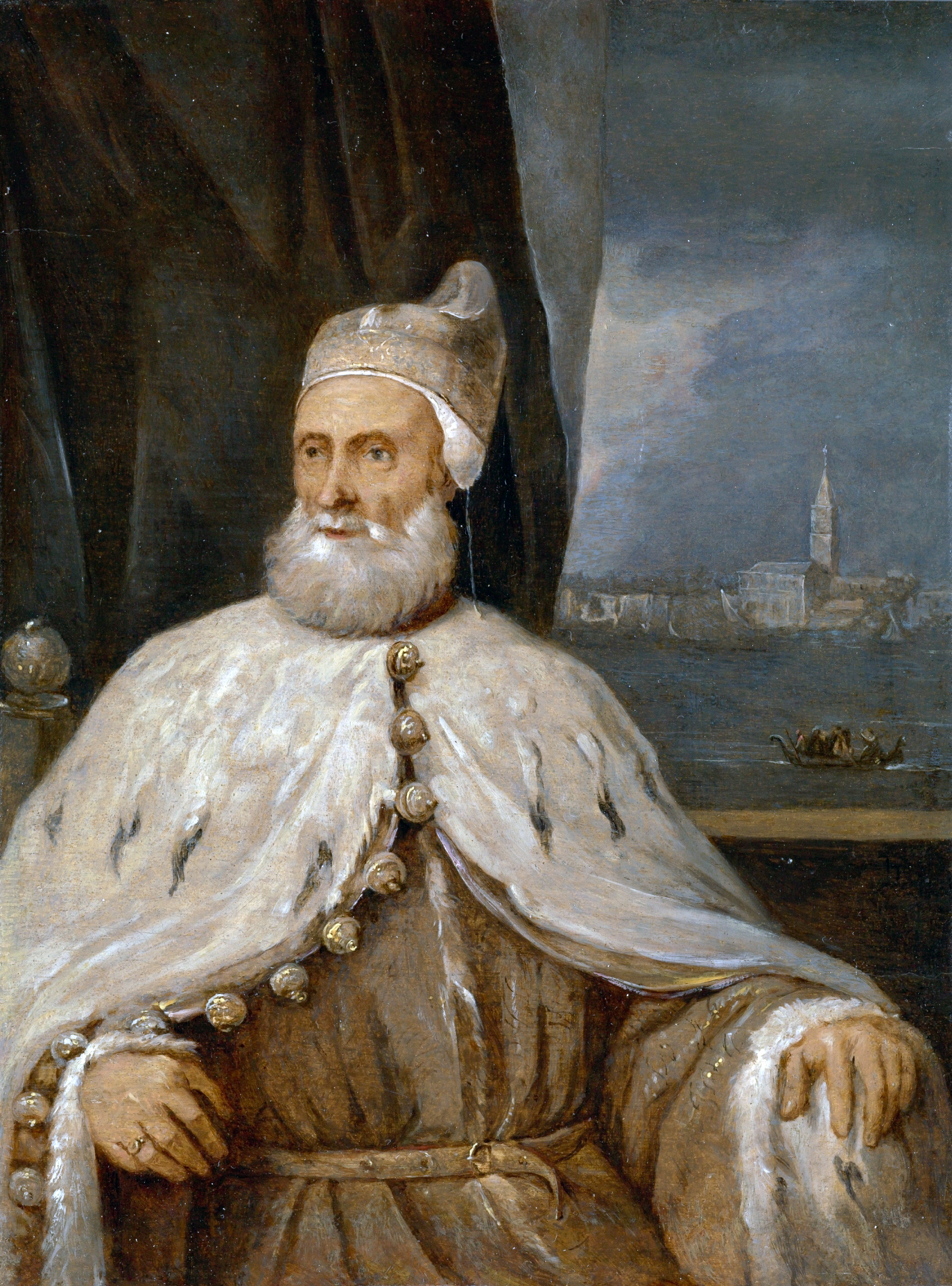
David Teniers, Francesco Donato, dux de Venecia, óleo sobre tabla. Copia reducida de un original atribuido a Tintoretto en la colección del archiduque Leopoldo Guillermo. Museo del Prado.

Escudo de Francesco Donato durante su administración como dux de Venecia

Francesco Donato o Francesco Donà en idioma véneto (Venecia 1468-Venecia 23 de mayo de 1553) fue un diplomático y abogado que desempeñó el cargo de dux de Venecia desde 1545 hasta su muerte.

## Biografía
Estudioso del derecho y la literatura clásica, Francesco Donato se dedicó a la diplomacia y a puestos administrativos, mostrando poco interés por los puestos militares de la República de Venecia. Conocido por su talento y elocuencia y casado con una aristócrata, tuvo acceso a la élite veneciana y tuvo fama de ser un católico bastante devoto, conducta intensificada por sus enfermedades. Ocupó sucesivamente las embajadas de la República en España (1504), Inglaterra (1509) y Florencia (1512).
A la muerte del dux Pietro Lando, Donato fue elegido como su sucesor el 24 de noviembre de 1545, a los 77 años de edad. Durante su administración, Donato basó mucho sus actos en la confianza del Maggior Consiglio tratando de evitar problemas para el comercio y prosperidad de la República, sin dar señas de protagonismo político. 
En esos años empezaba la Contrarreforma católica en Europa, lo cual inquietó a los políticos venecianos que basaban la prosperidad de su comercio precisamente en la tolerancia religiosa que le permitía a minorías de judíos, musulmanes, e inclusive protestantes, realizar sus actividades económicas en territorios de la República de Venecia. Del mismo modo, los comerciantes venecianos establecían libremente vínculos mercantiles con fieles de otras religiones en Asia Menor y África del Norte; al mismo tiempo Venecia mantenía buenas relaciones comerciales y diplomáticas con países que ya habían adoptado la Reforma protestante, como Inglaterra o los príncipes del norte de Alemania. Estos intercambios comerciales interreligiosos eran fuente de riqueza y prosperidad para Venecia, y los líderes de la república veneciana no estaban dispuestos a perderlos.
Aunque Donato era un católico muy devoto de su fe, antepuso los intereses de Venecia a los requerimientos del Papado, manteniendo la tolerancia religiosa en el territorio de la República y negándose a romper relaciones con países adheridos al protestantismo. Cuando en 1547 el Papado logró que la República de Venecia aceptara instalar el Inquisición en sus territorios, el gobierno veneciano impuso un fuerte control sobre las actividades de esa institución así como varios límites a sus funciones, tanto para no romper la tolerancia religiosa que sustentaba el poderío veneciano como para evitar la influencia de los Estados Pontificios en la política interna de la República.
Sin guerras exteriores, y manteniendo una inteligente neutralidad entre Francia, España y el Imperio otomano, el dux Donato embelleció la ciudad con obras arquitectónicas de Jacopo d'Antonio Sansovino, manteniendo la riqueza de la República y su importancia dentro del comercio europeo pese al efecto negativo que empezaba a sufrir la economía veneciana después que la Colonización española de América desplazara el centro del comercio internacional europeo del Mediterráneo al Atlántico.
Donato falleció el 23 de mayo de 1553 a los 85 años de edad. 